# Kraljane
Kralan en albanais et Kraljane en serbe latin (en serbe cyrillique : Краљане) est une localité du Kosovo située dans la commune/municipalité de Gjakovë/Đakovica, district de Gjakovë/Đakovica (Kosovo) ou de Pejë/Peć (Serbie). Selon le recensement kosovar de 2011, elle compte 1 153 habitants, tous albanais.

## Histoire
Sur le territoire du village se trouve un tumulus remontant à la Préhistoire, ainsi qu'une église et un cimetière du Moyen Âge ; ces deux ensembles sont proposés pour une inscription sur la liste des monuments culturels du Kosovo.
Dans le village, la tour-résidence de Tal Bel, qui date du XIXe siècle, est elle aussi proposée pour une inscription kosovare.

## Démographie

### Évolution historique de la population dans la localité
| 1948 | 1953 | 1961 | 1971 | 1981  | 1991  | 2011  |
| ---- | ---- | ---- | ---- | ----- | ----- | ----- |
| 575  | 622  | 732  | 997  | 1 195 | 1 208 | 1 153 |

|  |